# Teatro Liceo
El Teatro Liceo es un teatro ubicado en la ciudad de Buenos Aires, capital de la República Argentina. Ha sido reconocido por el gobierno porteño por ser el más antiguo de la ciudad todavía en pie. Se ubica en la esquina de la avenida Rivadavia y la calle Paraná, frente a la plaza Lorea, en el barrio de Montserrat. 

## Historia

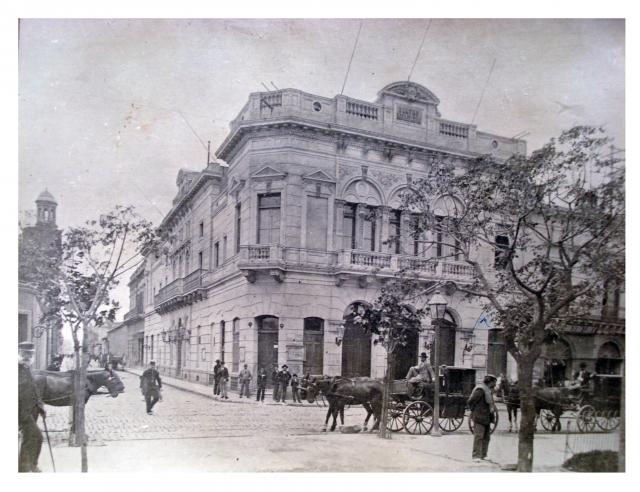
Imagen del entonces Teatro Rivadavia

Es el teatro privado en funcionamiento más antiguo de América Latina.
En el solar en el que hoy se ubica el teatro, había un baldío en el cual solía instalarse la carpa del circo Buckingham. El teatro fue inaugurado en 1872 por iniciativa de un empresario francés de apellido Tourneville y su nombre original fue El Dorado. En 1877 era llamado «Goldoni» ya que en él actuaban compañías italianas, y luego se le dio otros nombres: Progreso, Rivadavia, Moderno. A partir de 1918, a raíz de un grupo de jóvenes intelectuales que se reunían en una confitería ubicada al lado y que por esto era llamada «Liceo», comenzaron a denominarlo con el mismo nombre.
En el año 1993 el teatro estuvo en peligro de cierre al existir una tentadora oferta a sus propietarios de entonces para transformarlo en una casa de apuestas hípicas. Enterada de esa novedad, la empresa Multiteatro S.A., bajo la dirección de Carlos y Tomás Rottemberg, arbitra los medios para hacerse cargo del teatro, salvándolo del cambio de destino. La nueva empresa propietaria, que continúa al frente del mismo, realizó en el año 2006 un proyecto de restauración y conservación de la estructura y materiales originales.

## Obras teatrales destacadas
Salsa Criolla de Enrique Pinti. Espectáculo teatral que permaneció 10 años en cartel desde 1985 a 1994, batiendo récords de público y crítica. Casi 3.000 funciones y 3 millones de espectadores. Fue reestrenada en Mayo de 2015 al cumplirse 30 años del estreno. Se trataba de una cabalgata histórico-musical donde Enrique Pinti desarrolló a través de monólogos, sketches y musicales, toda la historia argentina desde el Descubrimiento de América hasta la actualidad.

## Las Reformas
Tomás Rottemberg y su padre Carlos Rottemberg, ambos productores, comenzaron con las remodelaciones, en las mismas tomaron inmenso cuidado dado su significado histórico y el legado cultural de los artistas que pisaron el escenario a lo largo de los años. Es por ello que las reformas fueron hechas por los mismos trabajadores del liceo dado el cuidado y la dedicación que tienen por el teatro.
Los trabajos tardaron 6 meses, lo más importante fue la estructura, esto no se visualiza con facilidad, pero tenían que acondicionarlo dado que es un edificio de más de 100 años de antigüedad. Se cambiaron los caños, los techos y la ventilación por las nuevas normas de sanidad SARS-CoV-2. Se limpiaron mármoles, pisos, bronces y se cambiaron las alfombras.

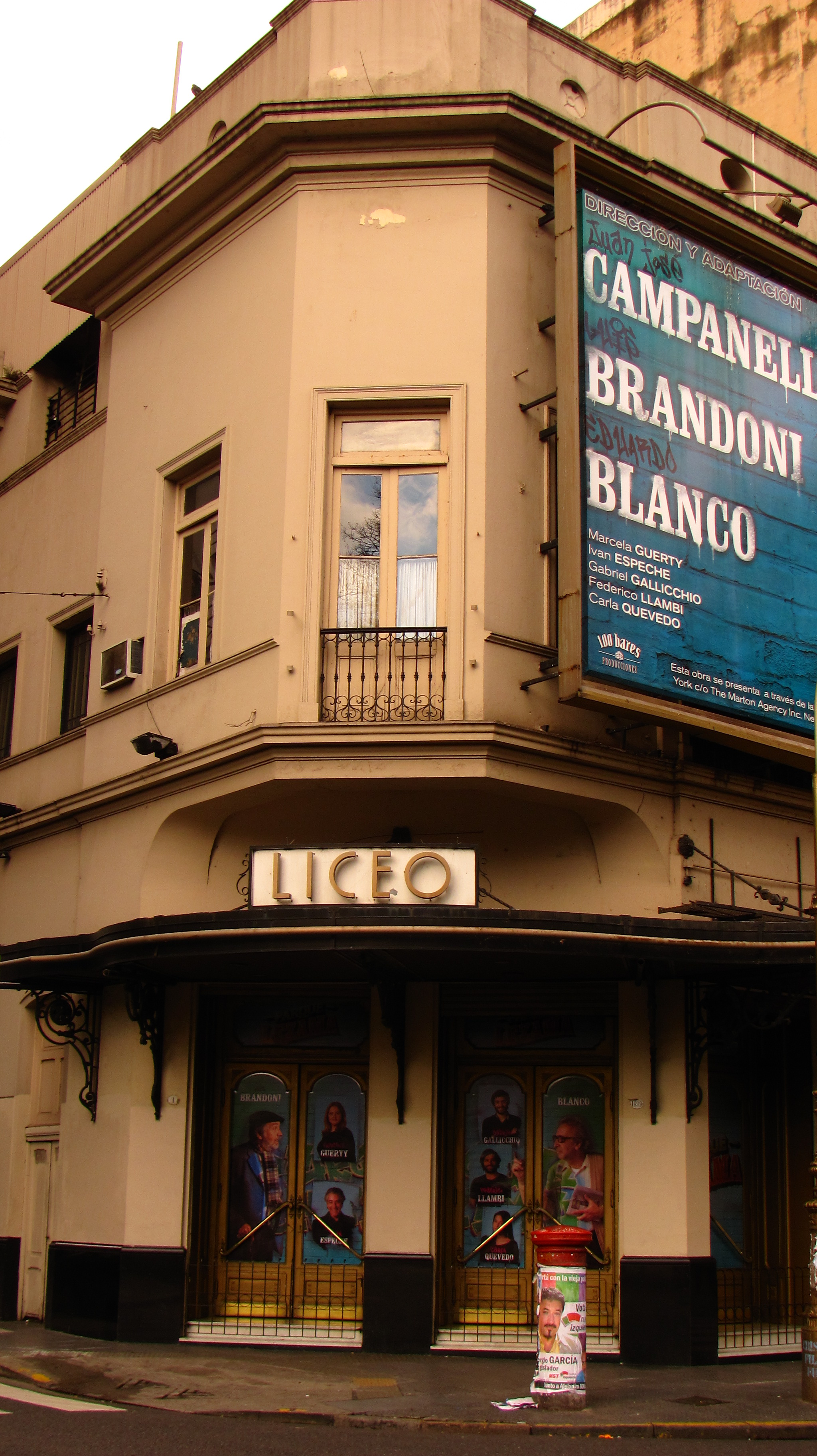
Esquina acceso teatro liceo

Se embelleció la pintura tanto en el exterior como en el interior y Se repararon los frescos existentes en el techo con ayuda de los técnicos del Teatro Colón. Se actualizó toda la iluminación con la tecnología led de hoy en día pero dejando su significado antiguo como los faroles. Se recuperó la tertulia como incentivo para los jóvenes, un espacio en la parte superior que estuvo cerrado durante años.

## Presente y futuro
En sus 150 años de historia, fue un teatro que presentó innumerables sucesos que se destacaron en la cartelera argentina. A modo de ejemplo, se puede citar los 10 años de la obra teatral Salsa Criolla, protagonizada y dirigida por Enrique Pinti. Sin embargo, en la última década, la dirección de la empresa decide consagrar la sala exclusivamente al teatro musical. Los estrenos de Piaf, Casi Normales y Cabaret resultaron tres acontecimientos artísticos de real envergadura.